# Caspe
Caspe (Casp în aragoneză si catalană) este un oraș, reședința a comărcii Bajo Aragón-Caspe, în provincia Zaragoza și comunitatea Aragon. Se află la o altitudine de 150 m deasupra nivelului mării. Are o suprafață de 503,15314 km². Populația este de 10.183 locuitori, determinată în 2021, prin registru de stare civilă[*].